# Kula Benzi
ČKula nadbiskupa Andrije dei Benazi da Gualdo u Kaštel Sućurcu.
- Kula Benzi: pogled s mora
- Kula Benzi: pogled na breteše

Tijekom XIV. stoljeća u Dalmaciji vodile žestoke borbe između hrvatsko-ugarskog kralja Žigmunda i bosanskog kralja Tvrtka. Tvrđava Klis prelazila je iz ruke jednog u ruke drugog vladara. Splićani su se 1390.godine predali bosanskom kralju Tvrtku. Godine 1392. hrvatsko-dalmatinski ban Vuk Vukičić izdaje odobrenje splitskom nadbiskupu Andriji dei Benzi da na korist Crkve i zaštite njegovih seljaka, životinja i dobara sazida dom ili kuriju, na posjedu Splitske biskupije u Dilatu na položaju Lučac (u Kaštel Sućuracu). Na grebenu visine 10 m Andrija dei Gualdo je podigao kulu, koja se spominje godine 1397. u reambulaciji posjeda splitskih nadbiskupa. Zbog stranačkih sukoba Splićani su 1402.godine srušili kulu, međutim ona je obnovljena već iduće godine i izmirenje je obavljeno baš pokraj nje. Kula danas više ne postoji, ali je na temelju crteža s kraja 16.stoljeća (Archivio di Stato u Veneciji) i crteža A. Barbijerija iz 1726.god., i ugovora o popravku kule iz 1474.godine moguće je rekonstruirati njen prvobitni izgled. Tlocrt kule je pratio nepravilan oblik grebena, na vrhu se nalazilo krunište s tri breteša, koji su branili ulaz u naselje i kulu, uz njemu južnu bilo je dograđeno vanjsko stepenište. Analizom crteža proilazi da je kula bila visoka oko 27 metara od mora, odnosno 17 metara od grebena nad kojom je sagrađena. 